# 車輛號牌

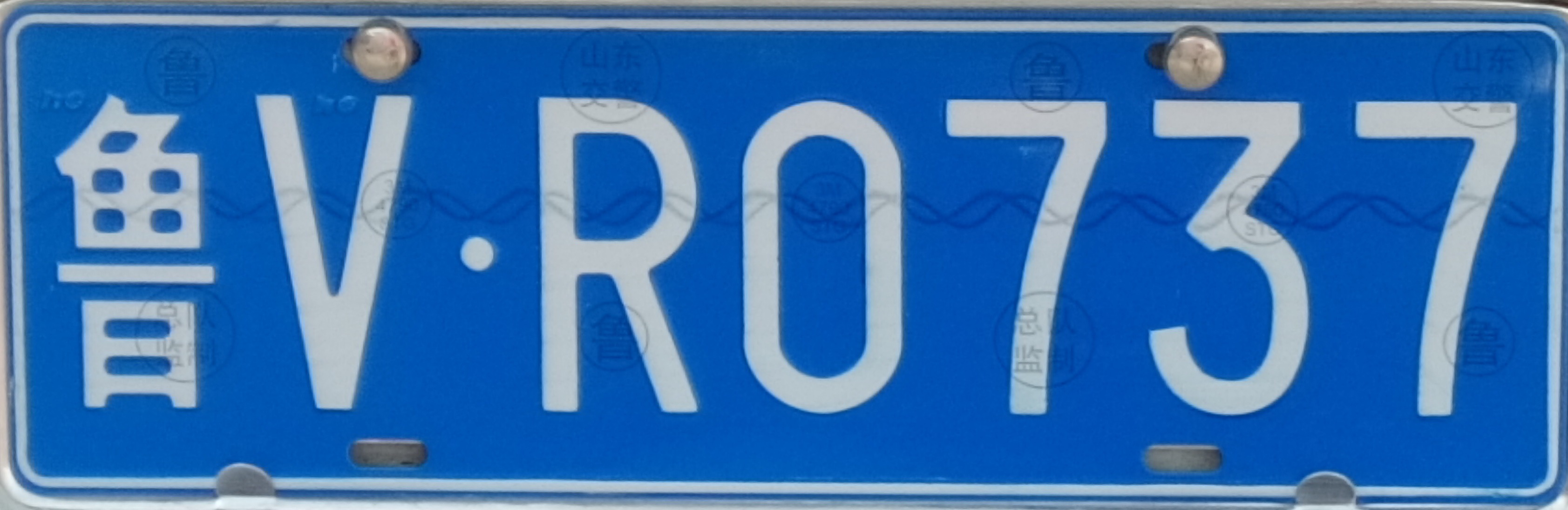
中國大陸車牌

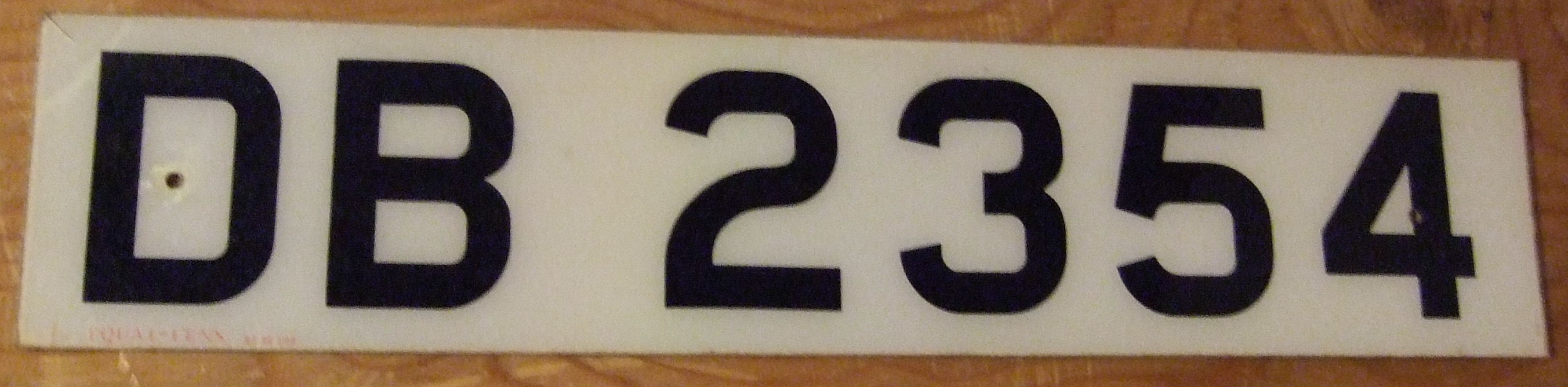
香港車牌

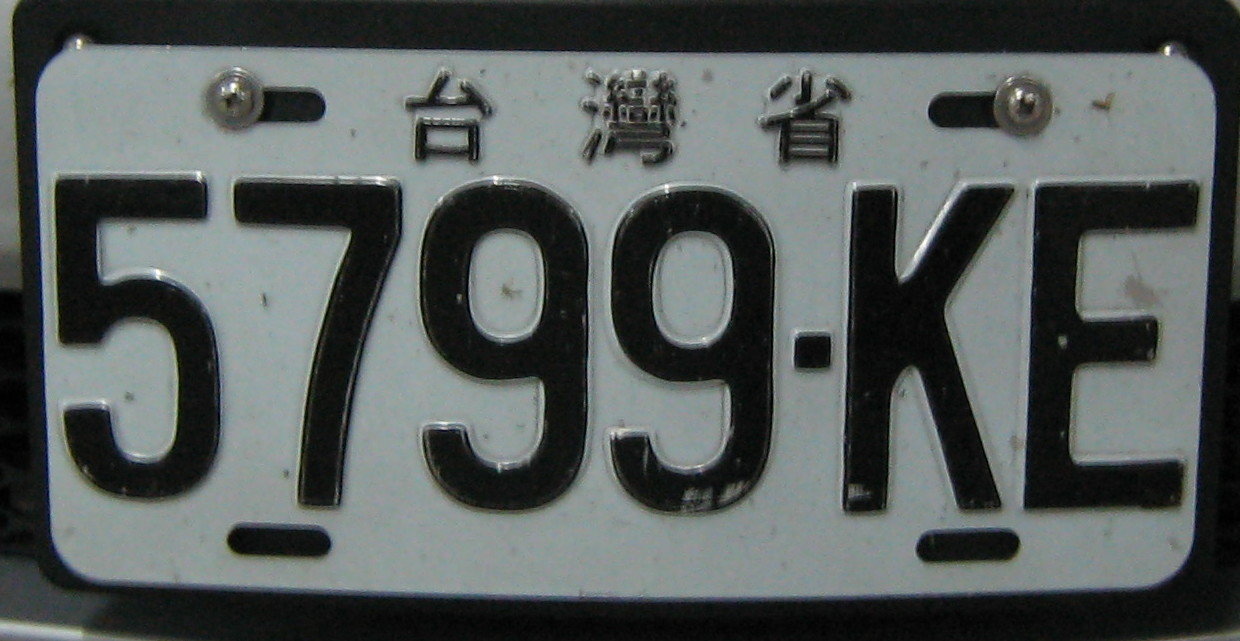
台灣車牌

車輛號牌是兩面分別懸掛在機動車前後的板材，通常使用的材質是鋁、塑料或貼紙，在板材上會顯示車輛的登記號碼、登記地區或其他的基本資料，形狀以美國、日本的長方形或是歐洲、中國大陸使用的長條形為主。車輛號牌也稱車輛牌照或車牌。
號牌上的登記號碼由指定的政府單位負責發配，執法相關單位（如警察、海關人員等）可以通過這個號碼追蹤到有關車輛的擁有者、登記年份、登記地區、罰單紀錄和其他的相關資料，偽造登記號碼或刪改有關資料是屬於犯罪的行為。

## 相關法律規定
- 在多數的國家法律中，任何在公共道路上行駛的車輛都必須懸掛號牌，對於號牌的尺寸、字體大小和顏色會有嚴格的規定；同時在一些少數的國家，電單車和擁有豁免權的車輛擁有只懸掛一面號牌的權利。
- 一般而言，不同類型和用途的車輛（摩托車、普通轎車或卡車等；自用、商用、軍用或公共運輸等）會采用不同尺寸、字體大小和顏色的號牌。
- 當车辆意圖入境他國的時候，可能會因為汽車保險、外交或戰爭等理由被要求登記臨時號牌；基於外交等級的不同，審核時間可能會有所差別，同時也被限制在規定的時間內必須離境。在同樣的理由下，部分國家或個別的车辆會被禁止出入境。
- 一般而言，牌號會隨著車輛的買賣而更換擁有者，直到該車報廢的同時牌號也會停止使用；但某些國家的法律允許車主在賣出或報廢車輛的時候，申請保有原有的牌號使用在新車上。
- 某些地區實施一人一牌政策（Plate to Owner），新車主必須登記屬於個人的牌號。

## 個人化牌號
除了由政府單位發配牌號外，車主也可以在合乎條文規定的情況下，通過買賣以選擇心目中的幸運數字。在美國、加拿大、英國、香港、澳洲和新西蘭，車主還可以把字母和數字組合成有特色的名字或口號以突顯不同。通常自定車牌不允許含有侮辱性、攻擊性和色情的字句，同時必須不侵犯專利權。中华人民共和国曾经于2002年在北京、天津、杭州、深圳推行过个性化车牌试点，但仅仅十天就宣布取消，已发出的个性化车牌依然可以使用。
在一些特定的節慶或者是發生一些特別事件，政府單位也會發配一些特別的牌號以示助慶。
某些特殊人士，如軍人、外交官、受封人士、殘障人士、新手司机等所使用的號牌上，可能會有特定的字樣和標籤表明他們的身分，而國家元首、首長等人的座驾可能会使用国徽等标志代替车辆号牌。
以下為仿冒、侮辱性、攻擊性和色情的字句舉例：
普遍禁用：KGB（克格勃）、GPU（格別烏）、KKK（美國3K黨，有種族歧視爭議）、PKK（庫德斯坦工人黨）、英文粗口、TIT（乳頭）、ISIS（伊斯蘭國）、AQ（基地组织）。

## 各國車牌

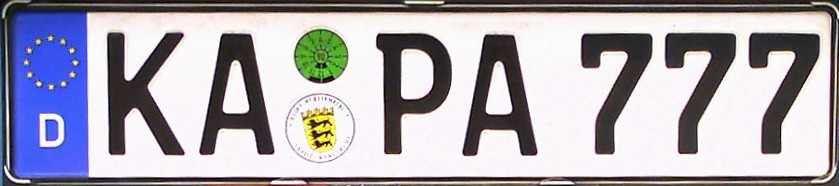
標有車輛國籍代號及歐盟標誌的德國卡爾斯魯爾車牌
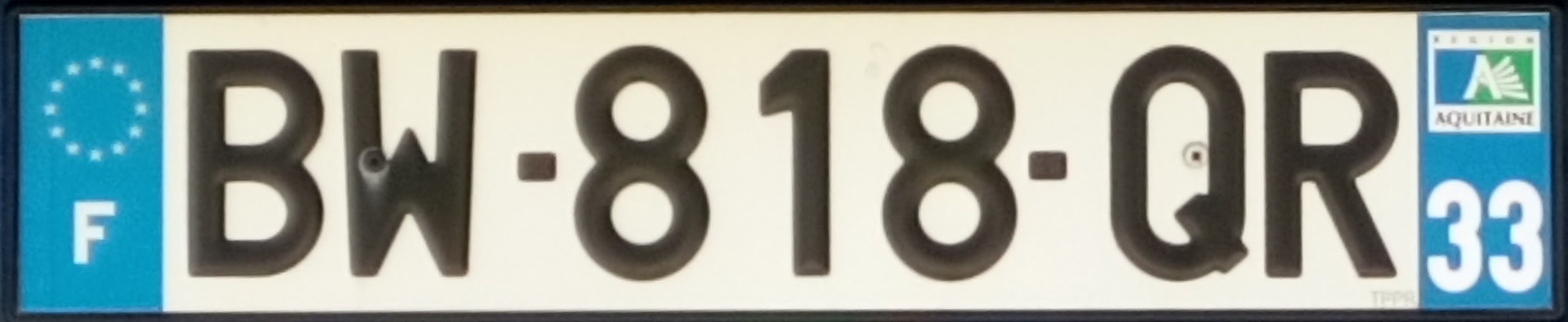
標有車輛國籍代號及歐盟標誌的法國吉倫特省車牌
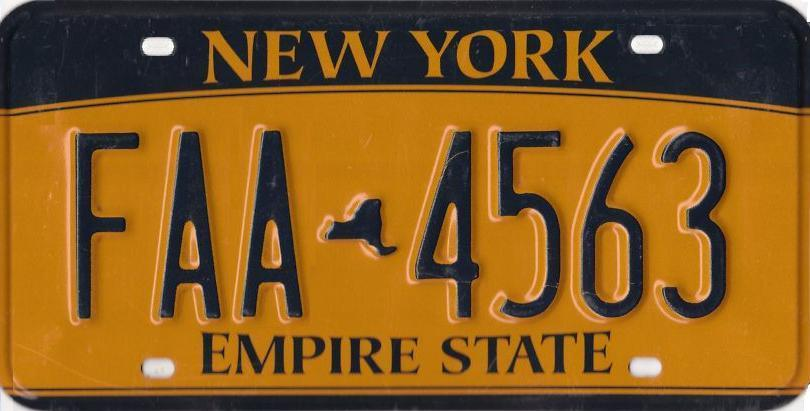
美國纽约的車牌
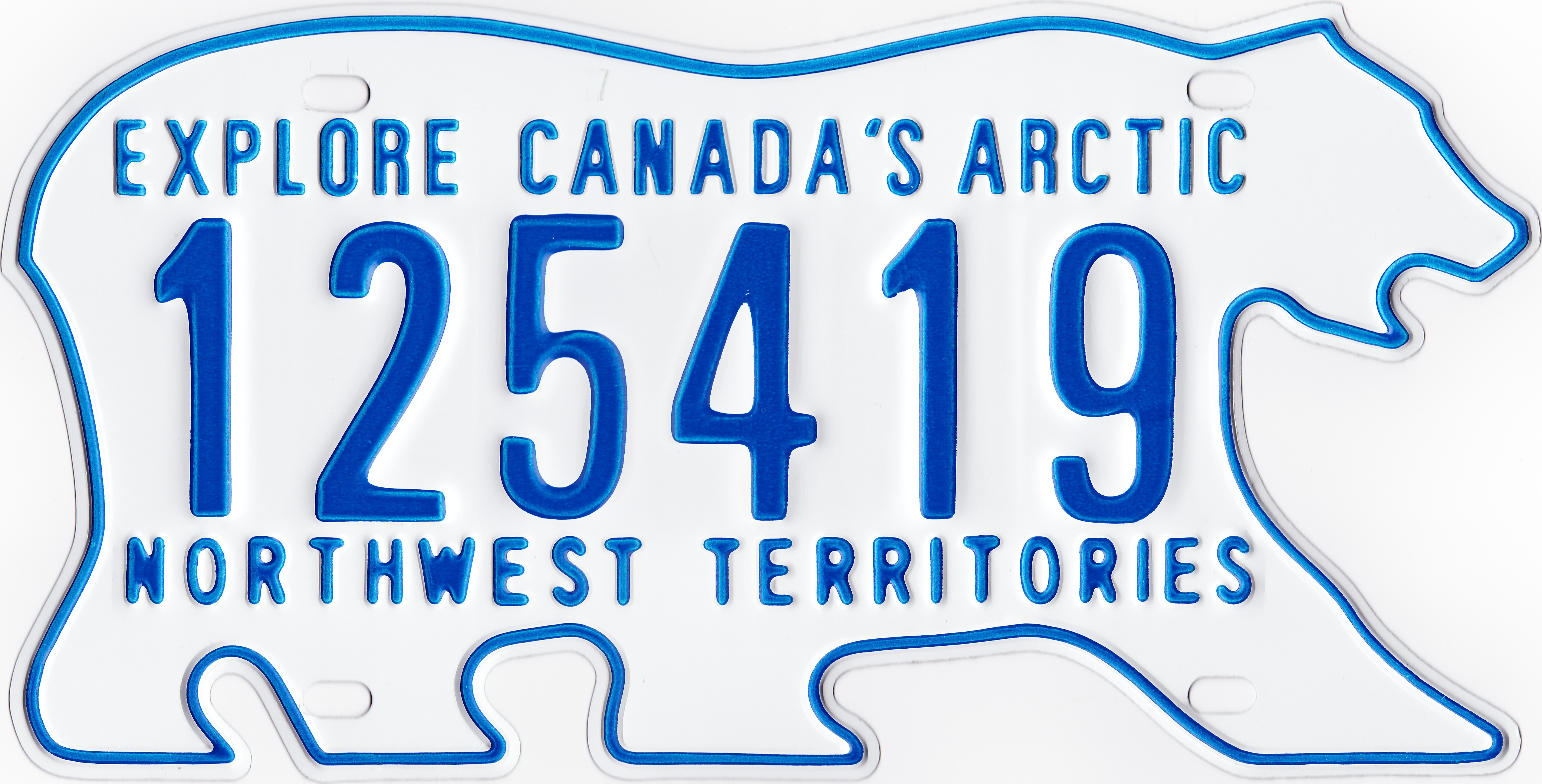
加拿大西北地區的車牌
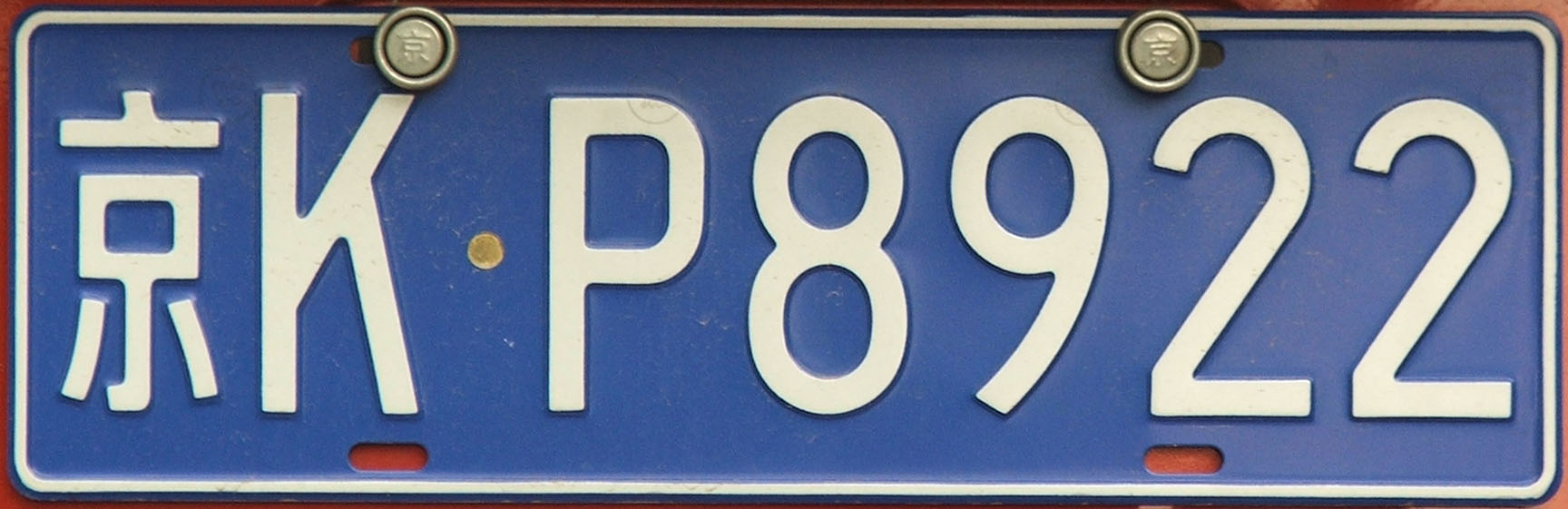
中國大陸現行的車牌
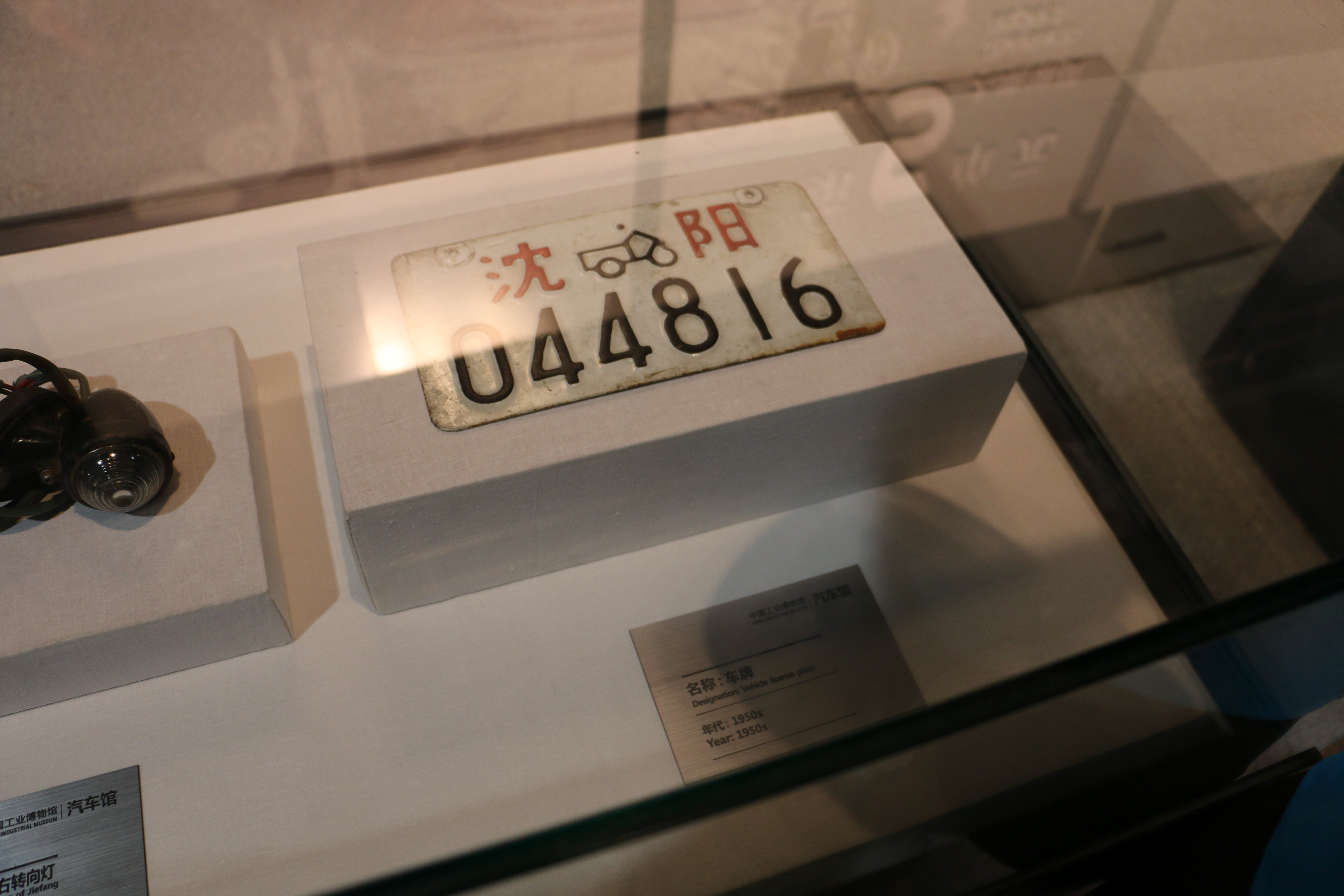
中国沈阳20世纪50年代簡化字推行後的车牌
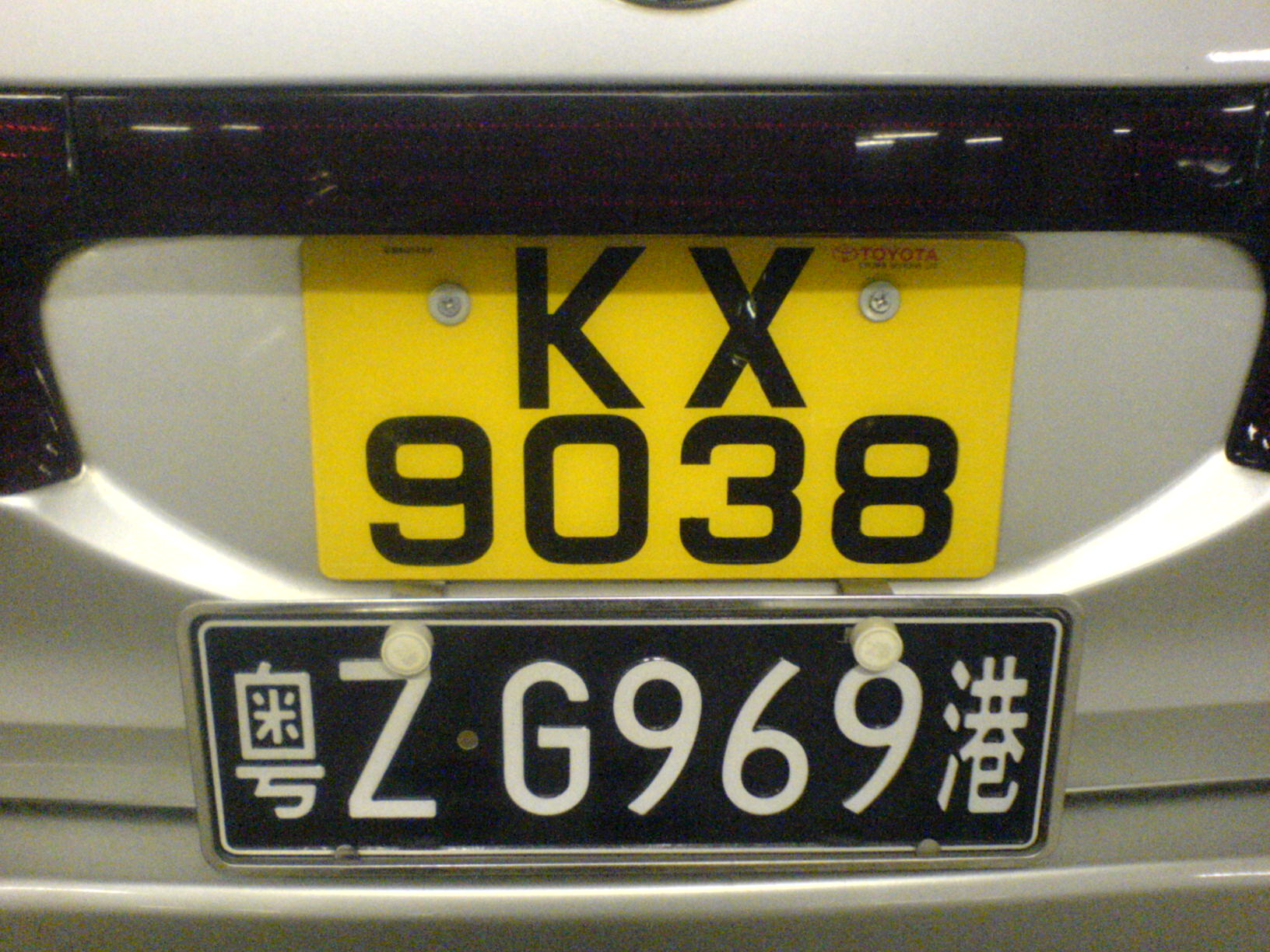
同時掛有香港及廣東省的粤港車牌
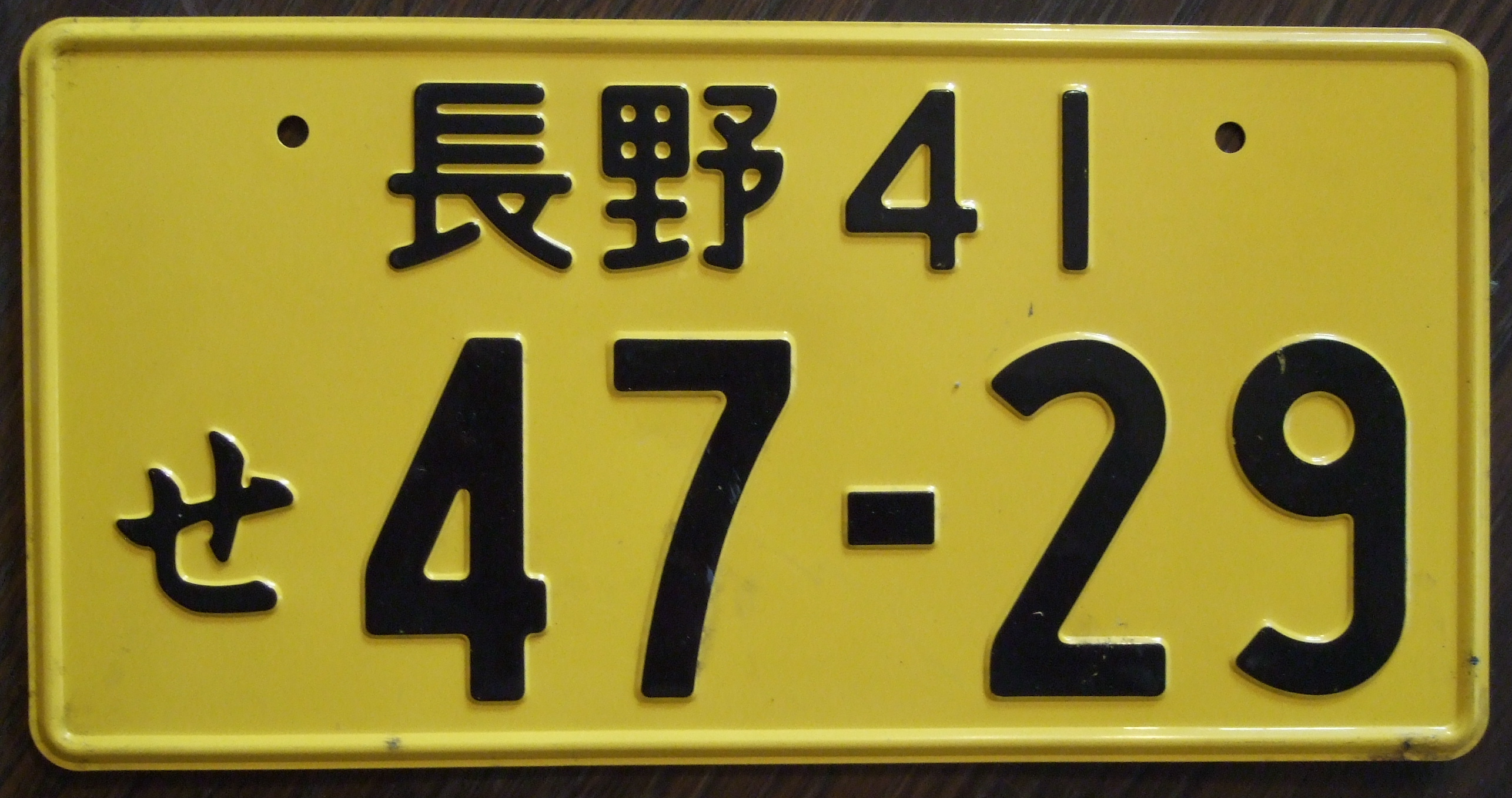
日本自用車的車牌

## 外部連結
- License Plates of the World （页面存档备份，存于）（英文）
- Olav's License Plate Pictures （页面存档备份，存于）（英文）
- License Plate Mania （页面存档备份，存于）（英文）
- Matriculas del mundo （页面存档备份，存于）（西班牙文）